# LILI-MEN
《LILI-MEN》是渡嘉敷拓馬著作的奇幻類型漫畫，於2022年9月12日在《週刊Young Magazine》連載。但自2024年9月28日起，轉移至《Yanmaga web》上連載。本作講述以人類作為「育苗床」的殖魔以及試圖消滅她們的人類之間的戰鬥。

## 劇情
某位年輕人尼托，從出生起就一直住在醫院内。由于尼托被醫生告知如果通過檢測，就可以到外面的世界。因此尼托為了通過檢測，拼命地訓練自己的身體，但卻一直未能如願。就在此時，對這家醫院心存疑慮的武藏和他的朋友們告知尼托他們的逃跑計畫，但這家醫院卻隱藏著一個大秘密。

## 登場人物

### 主要人物
尼托
本作主角。由于一直未能通过檢測，所以每日都會做高強度的訓練。在某次發現護士拿著武藏的書而跟隨其身後，也因此發現醫院的秘密。由於發現醫院的秘密而被醫生滅口，陰差陽錯下與「育苗床」的武藏等人融合成為非人非殖魔的生物。
小紅
血之殖魔的唯一倖存者，為了活命而加入公安局。
黒鐵悠鬥
黒鐵隊班長。與雕塑家戰鬥中失去其中一個部下，而後又為保尼托被副隊長們殺死，因此被降職。

### 公安殖魔對策局

#### 局長
阿光天音
公安局局長，性格温和、對於小紅與尼托是採取勸誘的態度令其加入。

#### 隊長
山田爱
山田隊隊長。金与黑色长发、未交过男友的特征。使用的血戰術為「音波型」。

## 用語
殖魔
本作中出現的怪物的總稱。將卵植入人類體內，並將其作為「育苗床」吸收營養並繁殖的怪物。它們的外表與人類無任何差異。
血戦術

序局
血戦術的基本戰鬥技術。
終局
以術者生命為代價的血戦術最終奧義。

## 出版書籍

### 漫畫
| 卷數 | 讲谈社        | 讲谈社                 | 東立出版社    | 東立出版社             |
| 卷數 | 發售日期      | ISBN                   | 發售日期      | ISBN                   |
| ---- | ------------- | ---------------------- | ------------- | ---------------------- |
| 1    | 2023年1月6日  | ISBN 978-4-065-30397-9 | 2024年12月9日 | ISBN 978-626-02-2088-4 |
| 2    | 2023年3月6日  | ISBN 978-4-065-31055-7 |               |                        |
| 3    | 2023年6月6日  | ISBN 978-4-065-32034-1 |               |                        |
| 4    | 2023年8月6日  | ISBN 978-4-065-32632-9 |               |                        |
| 5    | 2023年12月6日 | ISBN 978-4-065-34102-5 |               |                        |
| 6    | 2024年3月6日  | ISBN 978-4-065-34913-7 |               |                        |
| 7    | 2024年6月6日  | ISBN 978-4-065-35822-1 |               |                        |
| 8    | 2024年9月5日  | ISBN 978-4-065-36874-9 |               |                        |
| 9    | 2025年1月20日 | ISBN 978-4-06-538298-1 |               |                        |

## 迴響
單行本第一卷發售時，受Inabe Kazu、奧浩哉、田島光二、山本英夫、ONE推薦。

## 外部連結
- Yanmanga Web （页面存档备份，存于）（日語）